# Брошнів
Бро́шнів — село в Україні, у Брошнів-Осадській селищній громаді Калуського району Івано-Франківської області.

## Історія
У податковому реєстрі 1515 року село документується як спалене, але збереглись орендатори Іванко — 1 лан (близько 25 га) оброблюваної землі та Стецько — 1 лан.
Церква Святої П'ятниці села Брошнева згадується 1684 року про сплату 5 злотих катедратика (столового податку), а церква Святої Мучениці Параскеви цього ж села — у реєстрі духовенства, церков і монастирів Львівської єпархії 1708 року.
У 1939 році в селі проживало 1020 мешканців (960 українців, 10 поляків, 20 латинників, 30 євреїв).
1986 року збудовано дитячий садок на 280 місць. Архітектор О. Гузій. Сільський голова — Ткач Ігор.

## Населення

### Мова
Розподіл населення за рідною мовою за даними перепису 2001 року:
| Мова       | Кількість | Відсоток |
| ---------- | --------- | -------- |
| українська | 1094      | 99.45%   |
| російська  | 6         | 0.55%    |
| Усього     | 1100      | 100%     |

## Поховані
- о. Володимир Коновалець[6]
- о. Лев Глинка[7]
- о. Ярослав Сов'як